# Hrabstwo Grayson (Teksas)

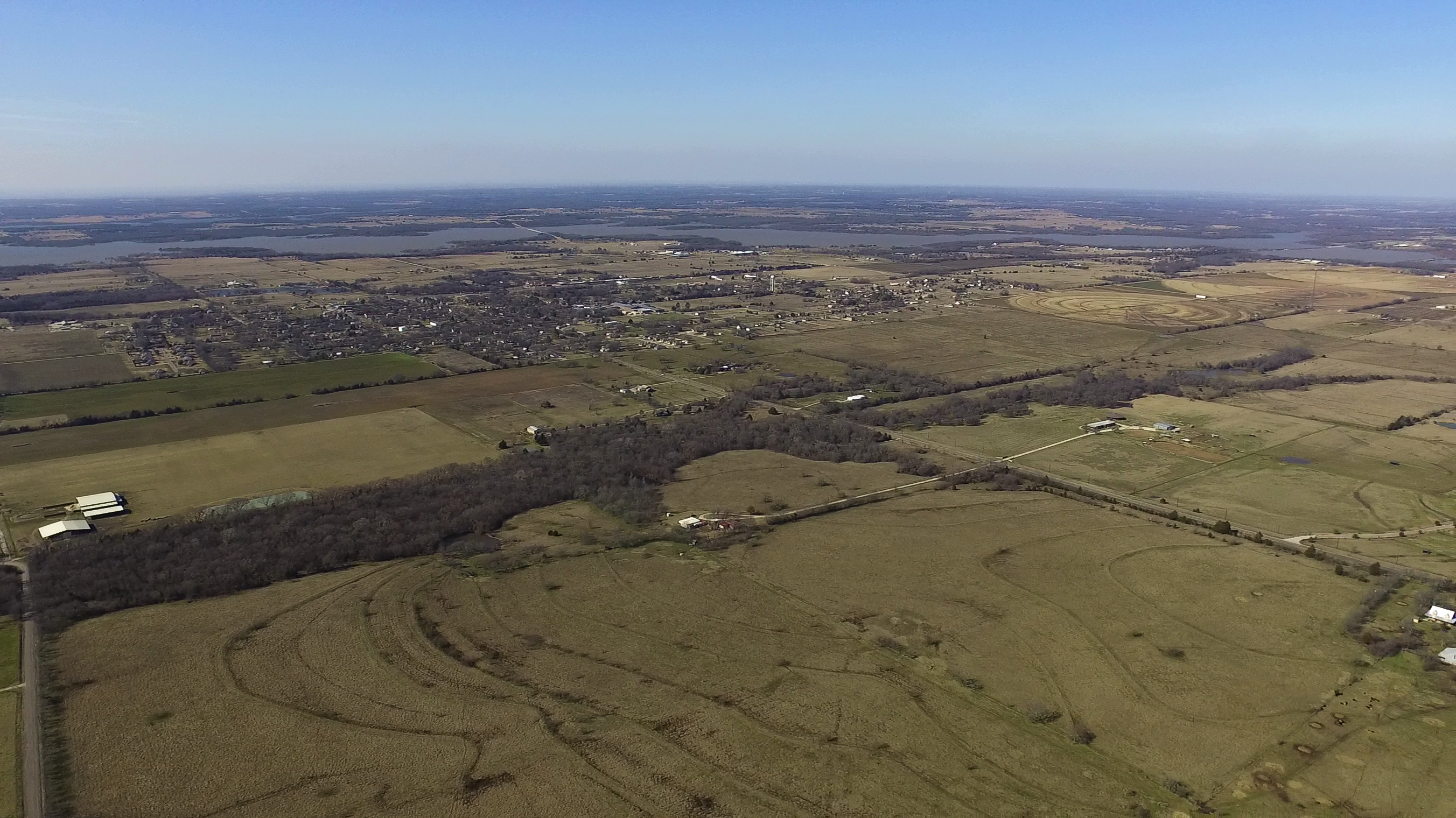
Widok z lotu ptaka na miejscowość Tioga

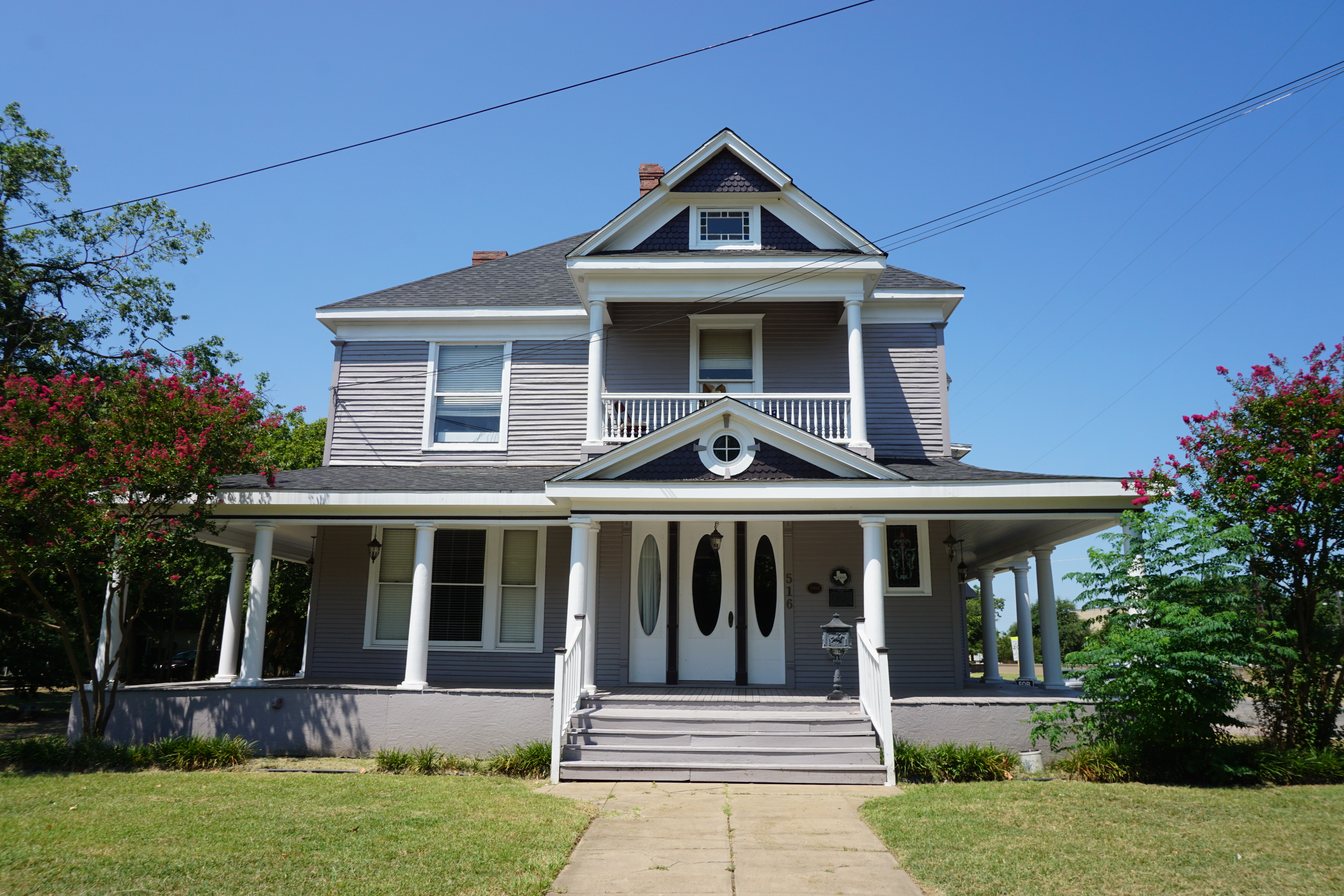
Carr-Taliaferro House w Sherman

Hrabstwo Grayson – hrabstwo położone w USA, w północnej części stanu Teksas, w sąsiedztwie z aglomeracją Dallas–Fort Worth, na granicy z Oklahomą. Według danych z 2023 roku liczy 146,9 tys. mieszkańców. Jego siedzibą administracyjną jest miasto Sherman, które skupia jedną trzecią mieszkańców hrabstwa. Granicę hrabstwa wyznaczają rzeka Red River i Jezioro Texoma.

## Gospodarka
Średni dochód gospodarstwa domowego (dane z 2022) w hrabstwie wynosi 66 608 dolarów, zaś dochód na mieszkańca 34 643 dolarów. 11,1% mieszkańców żyje poniżej relatywnej granicy ubóstwa.
- uprawa drzewek świątecznych (2. miejsce w stanie)[3]
- hodowla koni (4. miejsce), trzody chlewnej (12. miejsce), kóz, drobiu, bydła i owiec[4]
- uprawa darni i szkółkarstwo (20. miejsce), pszenicy, kukurydzy, sorgo i soi[4][3]
- sadownictwo (21. miejsce)[4]
- produkcja siana (26. miejsce)[4]
- przemysł mleczny[4]
- wydobycie ropy naftowej i gazu ziemnego[5]
- akwakultura[4].

## Sąsiednie hrabstwa
- Hrabstwo Marshall, Oklahoma (północ)
- Hrabstwo Bryan, Oklahoma (północny wschód)
- Hrabstwo Fannin (wschód)
- Hrabstwo Collin (południe)
- Hrabstwo Denton (południowy zachód)
- Hrabstwo Cooke (zachód)
- Hrabstwo Love, Oklahoma (północny zachód)

## Miasta

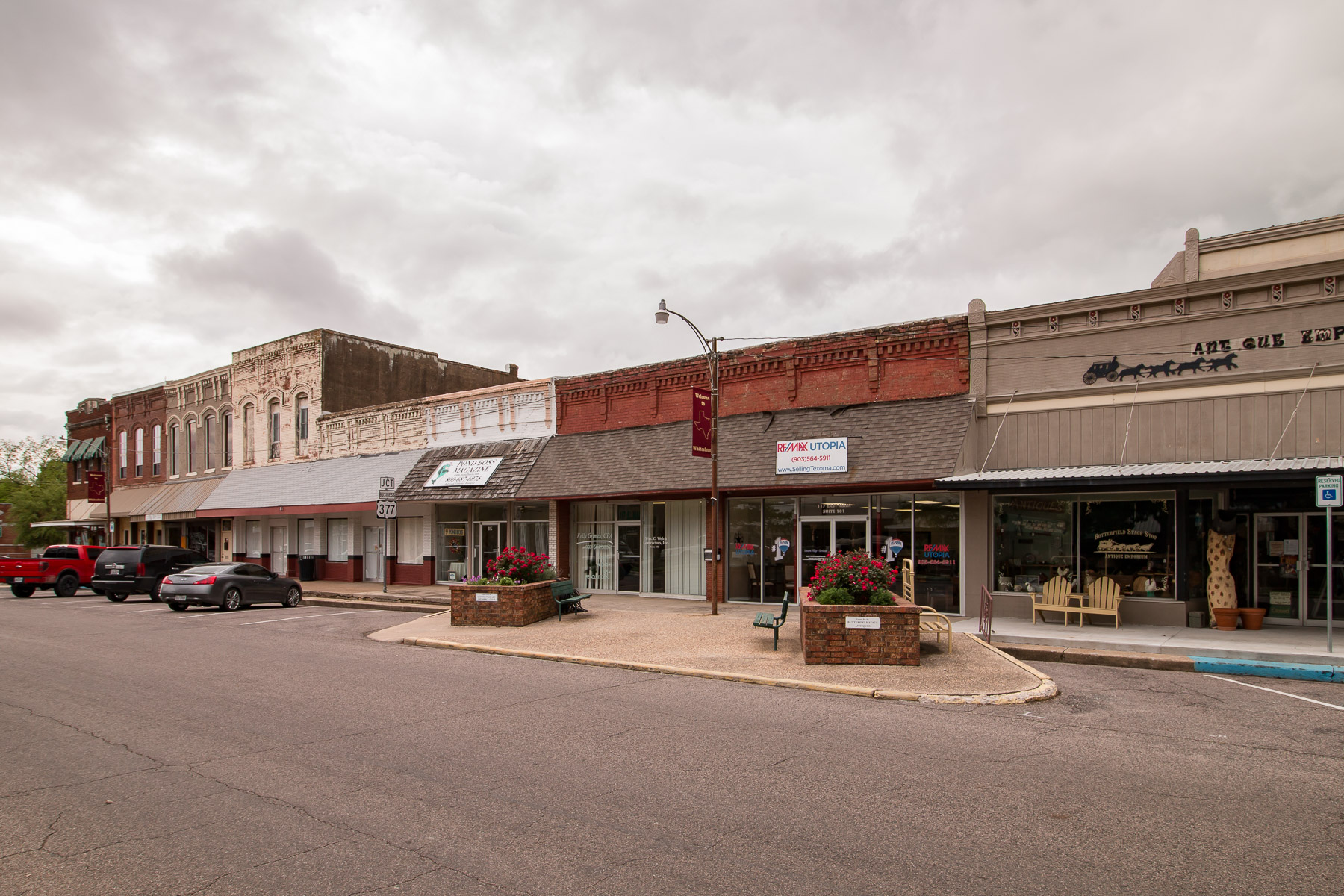
Śródmieście miasteczka Whitesboro

| - Bells - Collinsville - Denison - Dorchester - Gunter - Howe - Knollwood | - Pottsboro - Sadler - Sherman - Southmayd - Pottsboro - Tom Bean - Tioga - Whitesboro |

### CDP

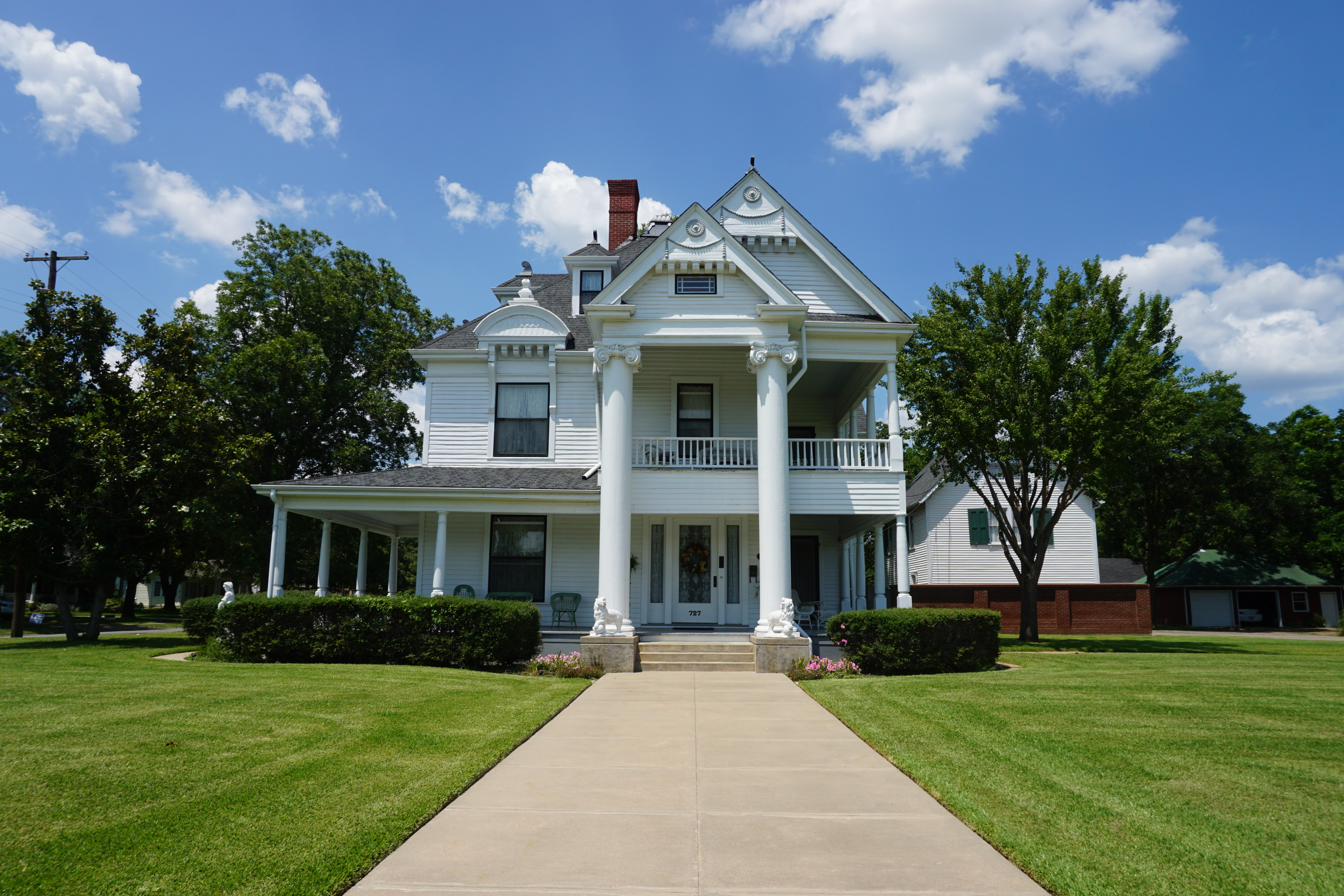
Zabytkowy dom w Sherman

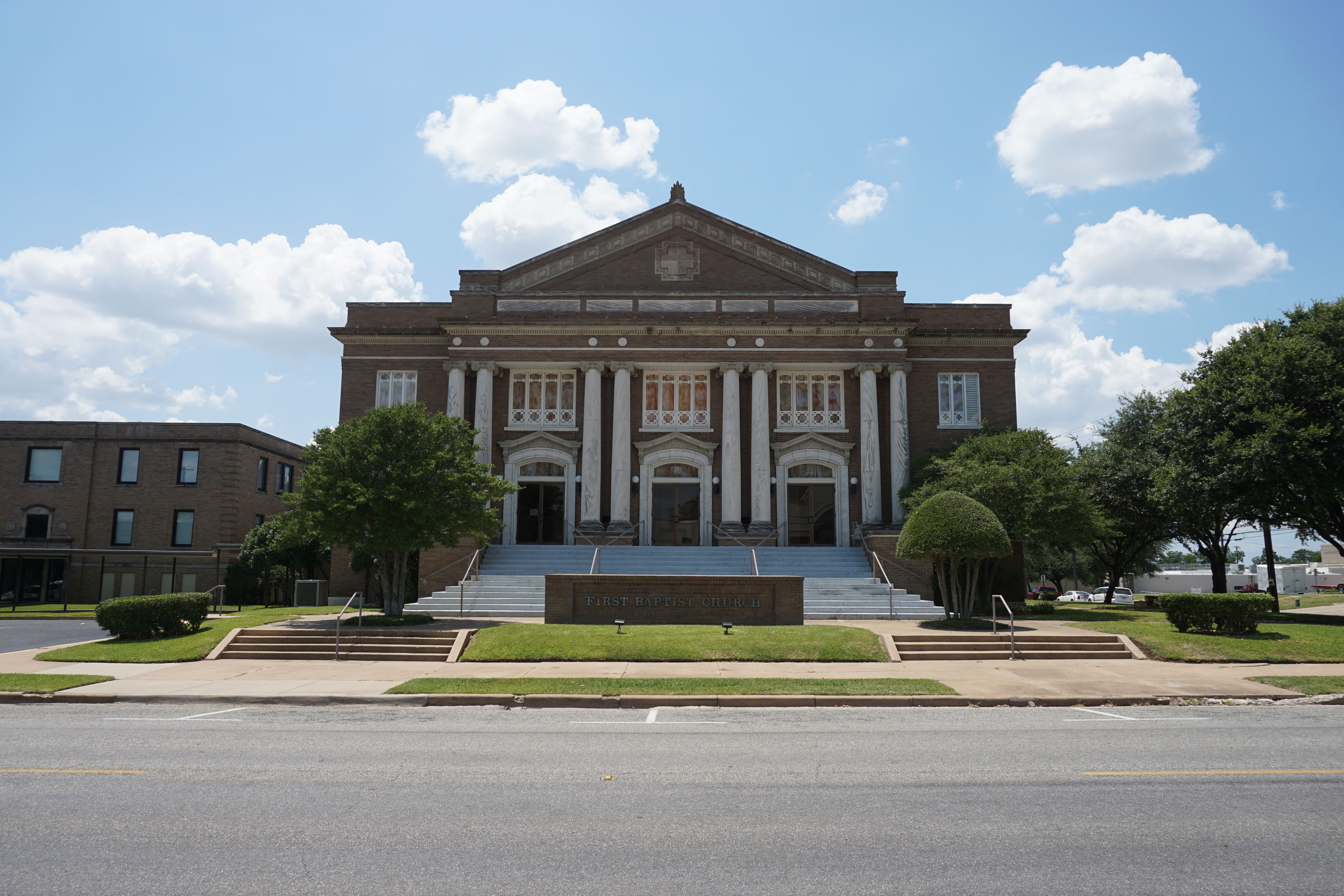
Pierwszy Kościół Baptystyczny w Sherman

- Preston
- Sherwood Shores

## Demografia
W latach 2010–2020 populacja hrabstwa wzrosła o 12,1% do 135,5 tys. mieszkańców. Według danych pięcioletnich z 2022 roku, 81,3% mieszkańców stanowili biali (73,5% nie licząc Latynosów), 14,6% to Latynosi, 8,4% było rasy mieszanej, 5,5% to czarni lub Afroamerykanie, 1,5% deklarowało pochodzenie azjatyckie, 0,6% stanowiła rdzenna ludność Ameryki i 0,06% pochodziło z wysp Pacyfiku.
Do największych grup należały osoby pochodzenia: meksykańskiego (12%), irlandzkiego (11,9%), angielskiego (11,8%), niemieckiego (11,6%), „amerykańskiego” (5,7%), afroamerykańskiego, oraz szkockiego lub szkocko–irlandzkiego (3,6%).

## Religia
Według danych spisowych z 2020 roku, religijność hrabstwa zdominowana jest przez różne Kościoły protestanckie (głównie: baptystów, bezdenominacyjne zbory ewangelikalne, metodystów, zielonoświątkowców i campbellitów). 6,5 tys. osób (4,8% mieszkańców) deklaruje członkostwo w Kościele katolickim. Ponad tysiąc wyznawców mają także mormoni (1%) i świadkowie Jehowy (0,83%).  